# Christliche Pilgergebete und Pilgerlieder
Christliche Pilgergebete und Pilgerlieder dienen auf christlichen Pilgerreisen dazu, die Reise unter den Schutz Gottes zu stellen, sie spirituell zu begleiten und zu strukturieren. Hierbei kann es sich sowohl um eine ganz persönliche Ausgestaltung des eigenen Pilgerweges handeln, als auch um Gebete und Lieder für ganze Pilgergruppen, die abwechselnd zwischen zwei Gruppenteilen oder Gruppe und Vorbeter gesprochen oder gesungen werden. Eine besondere Form des begleitenden Gebets für Pilger stellt der Pilgersegen dar.

## Pilgergebete und -lieder
Häufige Gebete auf Pilgerreisen und Wallfahrten sind Litaneien, Fürbitten und Geistliche Lieder. Bei römisch-katholischen Pilgern kommt dazu das Rosenkranzgebet. Litaneien und Fürbittgebete werden üblicherweise im Wechsel gesprochen und können dabei helfen, den gemeinsamen Weg zu strukturieren.
Bereits im Mittelalter entwickelte sich über die genannten standardisierten Formen hinaus ein umfangreicher Bestand an verschiedenen Pilgergebeten und Pilgerliedern, die teilweise bis in die heutige Zeit bekannt sind und genutzt werden. Ein besonders bekanntes, aus dem Mittelalter stammendes Wallfahrtslied ist in gotes namen fara wir. Der Text findet bereits um 1210 im Versepos Tristan des Gottfried von Straßburg als Kreuzfahrerlied Erwähnung und ist in verschiedenen Fassungen bis heute gebräuchlich. Auch das Adventslied Maria durch ein Dornwald ging war ursprünglich ein Wallfahrtslied, das sich erst später zu einem Adventslied entwickelte.
Eine bedeutende Sammlung mittelalterlicher Wallfahrts- und Pilgerlieder findet sich im Liber Sancti Jacobi (Jakobsbuch, auch Codex Calixtus genannt). Die Handschrift aus dem 12. Jahrhundert ist ein Pilgerbuch, das neben den Liedern auch Geschichtliches, Wunderberichte und Wegbeschreibungen der Hauptwege des Jakobswegs enthält.

## Pilgersegen
Hauptartikel: Pilgersegen
Neben den volkstümlicheren Formen der Pilgergebete und Pilgerlieder hat sich in der kirchlichen Liturgie der Pilgersegen herausgebildet. Ausgehend von frühen Ausprägungen des Pilgersegens in Form von Fürbitten, entwickelte sich im Mittelalter mit dem aufstrebenden Pilgerwesen ein eigenes Segensformular, das zumeist im Anschluss an eine Messe vollzogen wurde. Hierbei wurden den Pilgern symbolisch ihre Pilgerinsignien (Tasche und Stab) überreicht. Nach der Neuordnung der Liturgie nach dem Konzil von Trient wurde der Ritus der Überreichung der Insignien ersatzlos gestrichen und der Pilgersegen erhielt eine neue Fassung. Nach der Liturgiereform im Anschluss an das Zweite Vatikanische Konzil erhielt der Pilgersegen erneut eine neue Fassung und ist in Form einer Segensfeier im Benediktionale enthalten. Über den Pilgersegen hinaus sieht die kirchliche Liturgie eigene Votivmessen für Pilger vor.

## Links
- Pilgergebete auf der Website „Liturgiekalender“
- Pilgerlieder und -gebete auf jakobus-info.de
- Pilgerlieder, -texte und -zitate auf der Website „Pilgern und Pilger“
- Pilgergebete und -andachten auf wallfahrtsservice.de